# Tour dei British and Irish Lions 1896

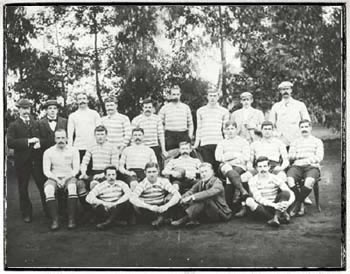
La squadra delle Isole Britanniche del 1896

Una selezione delle Isole Britanniche di rugby si reca in Sud Africa per un Tour di quasi tre mesi.
Giocarono 4 incontri contro una selezione Sud Africana (non ancora ufficialmente riconosciuta) vincendo 3 match e perdendone uno. Per la prima volta presero parte alla spedizione anche giocatori irlandesi.
Conteggiando tutte le partite furono in tutto 21 incontri di cui 19 vinti, uno perso e una pareggiato

## La squadra
- Head Coach: R. Walker
- Capitano: Johnny Hammond

Tre quarti
- J. F. Byrne (Moseley/ Inghilterra)
- Cecil Boyd (Dublin University/ Irlanda)
- Lawrence Bulger (Dublin University/Lansdowne/ Irlanda)
- Osbert Mackie (Cambridge University/ Inghilterra)
- James Magee (Bective Rangers)
- C.O. Robinson (Northumberland/ Inghilterra)
- Sydney Pyman Bell (Cambridge University/ Inghilterra)
- Louis Magee London Irish/ Inghilterra)
- Matthew Mullineux(Blackheath/ Inghilterra)

Avanti
- Walter Julius Carey(Oxford University/ Inghilterra)
- Andrew Clinch (Dublin University/ Irlanda)
- Thomas Joseph Crean (Richmond / Irlanda)
- Johnny Hammond ([[Cambridge University/Blackheath/ Inghilterra)
- Froude Hancock]] (Blackheath/ Inghilterra)
- Robert Johnston (Wanderers / Irlanda)
- G.W. Lee (Rockcliff)
- Arthur Meares (Dublin University/ Inghilterra)
- William Mortimer (Marlborough Nomads/ Inghilterra)
- Cuth Mullins (Oxford University/ Inghilterra)
- Jim Sealy (Dublin University /  Irlanda)
- Alexander Todd (Blackheath)

## Risultati[1]
| Città del Capo 11 luglio 1896 | Cape Town Clubs | 9 – 14 | Isole Britanniche XV |  |

| Città del Capo 13 luglio 1896 | Suburban Clubs | 0 – 8 | Isole Britanniche XV |  |

| Città del Capo 15 luglio 1896 | Western Province | 0 – 0 | Isole Britanniche XV |  |

| Kimberley 18 luglio 1896 | Griqualand West | 9 – 11 | Isole Britanniche XV |  |

| Kimberley 22 luglio 1896 | Griqualand West | 0 – 16 | Isole Britanniche XV |  |

| Port Elisabeth 25 luglio 1896 | Port Elisabeth | 3 – 26 | Isole Britanniche XV |  |

| Port Elisabeth 28 luglio 1896 | Eastern Province | 0 – 18 | Isole Britanniche XV |  |

| Port Elisabeth 30 luglio 1896 | Sudafrica | 0 – 8 | Isole Britanniche |  |

| Grahamstown 1º agosto 1896 | Grahamstown | 0 – 20 | Isole Britanniche XV |  |

| King Williams Town 4 agosto 1896 | King Williams Town | 0 – 25 | Isole Britanniche XV |  |

| East London 6 agosto 1896 | East London | 0 – 27 | Isole Britanniche XV |  |

| Queenstown 8 agosto 1896 | Queenstown | 0 – 25 | Isole Britanniche XV |  |

| Johannesburg 12 agosto 1896 | Johannesburg-Country | 0 – 7 | Isole Britanniche XV |  |

| Johannesburg 15 agosto 1896 | Transvaal | 3 – 16 | Isole Britanniche XV |  |

| Johannesburg 17 agosto 1896 | Johannesburg Town | 0 – 18 | Isole Britanniche XV |  |

| Johannesburg 19 agosto 1896 | Transvaal | 5 – 16 | Isole Britanniche XV |  |

| Johannesburg 22 agosto 1896 | Sudafrica | 8 – 17 | Isole Britanniche |  |

| Kimberley 26 agosto 1896 | Cape Colony | 0 – 7 | Isole Britanniche XV |  |

| Kimberley 29 agosto 1896 | Sudafrica | 3 – 9 | Isole Britanniche |  |

| Città del Capo 3 settembre 1896 | Western Province | 0 – 32 | Isole Britanniche XV |  |

| Città del Capo 5 settembre 1896 | Sudafrica | 5 – 0 | Isole Britanniche |  |